# Jaroslav Pollák
Jaroslav Pollák (* 11. Juli 1947 in Nižný Medzev; † 26. Juni 2020 in Košice) war ein slowakischer Fußballspieler. Mit der Tschechoslowakei wurde er 1976 Europameister.

## Karriere

### Verein
Jaroslav Pollák begann mit dem Fußballspielen bei VSS Košice, für den er 1965 18-jährig in der 1. Tschechoslowakischen Liga debütierte. Der technisch hervorragende und laufstarke Mittelfeldspieler blieb trotz mehrere Angebote bis 1977 in Košice, dann musste er doch noch seinen Wehrdienst ableisten, der wegen seines Studiums der Rechtswissenschaften immer wieder verlegt worden war.
Nach zwei Jahren bei Dukla Banská Bystrica wechselte Pollák 1979 in der Landeshauptstadt zu Sparta Prag. Dort blieb Bobby, wie Pollák wegen seiner Spielweise und den wenigen Haaren in Anlehnung an Bobby Charlton genannt wurde, jedoch nur anderthalb Spielzeiten.
Anfang 1981 wurde der Spielmacher von Austria Salzburg verpflichtet, für die er 65 Bundesligaspiele absolvierte. 1983 kehrte Pollák in die Tschechoslowakei zurück und schloss sich seinem alten, zwischenzeitlich in ZŤS Košice umbenannten und nurmehr zweitklassigen Verein an. Im Sommer 1988 beendete Jaroslav Pollák mit knapp 41 Jahren seine aktive Laufbahn. 
In der 1. Tschechoslowakischen Liga absolvierte Pollák 418 Spiele, in denen er 25 Tore schoss. Sein einziger Titelgewinn auf Klubebene blieb der Sieg im Tschechoslowakischen Pokal mit Sparta Prag im Jahr 1980.

### Nationalmannschaft
In der Tschechoslowakischen Nationalmannschaft debütierte Jaroslav Pollák am 23. Juni 1968, die Tschechoslowakei besiegte Brasilien in Bratislava mit 3:2. Am 16. Juni 1971 schoss der Slowake beim 4:0 in Finnland sein einziges Tor im Dress der ČSSR.
Zwischen 1973 und 1975 verschwand er aus der Nationalelf, meldete sich aber rechtzeitig zur Europameisterschaft 1976 zurück. Im für die Slowaken und Tschechen siegreichen Finale konnte er zwar nicht mehr mitwirken, er hatte im Halbfinale gegen Holland die Rote Karte gesehen, war aber insgesamt gesehen einer der wichtigsten Spieler des tschechoslowakischen Triumphs.
Sein letztes von insgesamt 49 Länderspielen machte Pollák am 26. März 1980, die Tschechoslowakei unterlag in Basel der Schweiz mit 0:2. Er fuhr zwar noch mit zur Europameisterschaft 1980 in Italien, wurde dort aber nicht mehr eingesetzt.

## Nach der aktiven Laufbahn
Mitte der 1990er Jahre war Jaroslav Pollák Präsident des 1. FC Košice, anschließend Funktionär bei Sparta Prag. Im Anschluss an diese Tätigkeit zog er sich ins Privatleben zurück.